# Kedis
Kedis is een bestuurslaag in het regentschap Buleleng van de provincie Bali, Indonesië. Kedis telt 2650 inwoners (volkstelling 2010).